# スウィート・リベンジ
『スウィート・リベンジ』 (Three Cheers for Sweet Revenge) は、アメリカ合衆国のロックバンド、マイ・ケミカル・ロマンスのセカンドアルバムである（メジャーからのリリースとしてはデビュー・アルバムとなる）。
2005年1月26日には、同年2月の来日を記念してPVとサマーソニック04でのライブ映像を収録したDVDが付いた『スウィート・リベンジ（最強盤）』が発売された。

## 概要
彼らにとって通算2枚目となる今作は、『アイ・ブロウト・ユー・マイ・ブリッツ、ユー・ブロウト・ミー・ユア・ラヴ』の物語から続くコンセプト・アルバムである。
また『スウィート・リベンジ』はアメリカだけで140万枚以上を売り、RIAAよりプラチナディスクに認定された。

## 収録曲
1. ヘレナ - Helena
2. ギヴ・エム・ヘル、キッド - Give'Em Hell,Kid
3. トゥ・ジ・エンド - To The End
4. ユー・ノウ・ワット・ゼイ・ドゥ・トゥ・ガイズ・ライク・アス・イン・プリズン - You Know What They Do To Guys Like Us In Prison
5. アイム・ノット・オーケイ - I'm Not Okay (I Promise)
6. ザ・ゴースト・オブ・ユー - The Ghost Of You
7. ザ・ジェットセット・ライフ・イズ・ゴナ・キル・ユー - The Jetset Life Is Gonna Kill You
8. インタールード - Interlude
9. サンキュー・フォー・ザ・ヴェノム - Thank You For The Venom
10. ハング・エム・ハイ - Hang'Em High
11. イッツ・ノット・ア・ファッション・ステイトメント、イッツ・ア・デスウィッシュ - It's Not A Fashion Statement,It's A Deathwish
12. セメタリー・ドライヴ - Cemetery Drive
13. アイ・ネヴァー・トールド・ユー・ワット・アイ・ドゥ・フォー・ア・リヴィング - I Never Told You What I Do For A Living
14. ベリー・ミー・イン・ブラック<デモ・ヴァージョン> - Bury Me In Black <Demo Version>

- 14曲目の『Bury Me In Black <Demo Version>』は日本盤ボーナス・トラック。

## シングル
日本盤は未発売。
- アイム・ノット・オーケイ - I'm Not Okay (I Promise)
- ヘレナ - Helena
- ザ・ゴースト・オブ・ユー - The Ghost Of You

## パーソナル
- ジェラルド・ウェイ - ボーカル
- マイキー・ウェイ - ベース
- フランク・アイイアロ - ギター
- レイ・トロ - ギター
- マット・ペリシア - ドラム